# Monte Terlago
Monte Terlago è una frazione del comune di Vallelaghi, situata nella parte nord della Valle dei Laghi, e comprende il centro abitato delle Vallene.
A tre chilometri dal paese sono presenti due bacini idrici: il lago di Lamar ed il Lago Santo; un tempo questi due bacini erano uniti in un solo grande lago ma in seguito i sedimenti hanno creato una fascia di terra al centro formando i due laghi attuali.

## Storia
Monte Terlago deve il suo nome agli abitanti del paese di Terlago che in passato durante l'estate portavano le greggi di bestiame nel piccolo altopiano che sovrasta il paese per il pascolo. Verso la fine del XVIII secolo alcuni gruppi di persone presumibilmente provenienti da Terlago iniziarono a stanziarsi permanentemente in questo luogo organizzandosi in piccoli masi.
Nelle mappe militari asburgiche della prima metà del XIX secolo vengono indicati presso l'attuale abitato di Monte Terlago tre masi: Parisóli, Valàri e Ca Nuova.
Nella seconda metà del XIX secolo le mappe militari austroungariche indicavano l'esistenza di un vero e proprio centro abitato di discrete dimensioni indicato come Monte Terlago vicino al quale figurava inoltre la Località Pin (attuale località Vallene).
Nel corso del XX secolo l'abitato ha subito una discreta espansione demografica ed edilizia.
Tra il XX ed il XXI secolo nell'economia del territorio è subentrato il settore turistico dovuto alla presenza dei laghi Santo e di Lamár.